# Metal Blade Records
Metal Blade Records is een onafhankelijk platenlabel uit Sherman Oaks, Verenigde Staten. Metal Blade heeft, naast de Verenigde Staten, ook kantoren in Canada, Duitsland, Japan en het Verenigd Koninkrijk. Metal Blade-artiesten die op de Billboard 200-hitlijst zijn verschenen zijn onder andere As I Lay Dying, The Black Dahlia Murder, Cannibal Corpse, Fates Warning, GWAR, Job for a Cowboy en Unearth. De enige Metal Blade-artiesten die ooit goud of platina kregen waren Goo Goo Dolls.

## Geschiedenis
Metal Blade Records is in 1982 opgericht door Brian Slagel, met destijds als hoofddoel om lokale metalbands meer onder de aandacht te brengen. Voor die tijd werkte hij in een platenwinkel in Los Angeles. Het eerste album dat op het label verscheen was The New Heavy Metal Revue presents Metal Massacre, met onder meer nummers van Metallica, Ratt en Black 'n Blue.
Van 1985 tot 1998 had Metal Blade een sublabel genaamd Death Records. Hierop verschenen onder meer albums van Cannibal Corpse, Dark Funeral en School of Violence.
In 2010 sloot Metal Blade Records zich aan bij de RIAA.
Op 18 januari 2017 kreeg Metal Blade Records een plekje in de Hall of Heavy Metal History wegens hun enorme bijdrage aan en invloed op het heavymetalgenre. De inhuldiging werd verricht door Kerry King, gitarist van de band Slayer. Op 29 augustus 2017 publiceerde BMG Rights Management het boek The Sake of Heaviness: the History of Metal Blade Records over de geschiedenis van het label. Het boek werd geschreven door Mark Eglington en oprichter Brian Slagel.

## Artiesten en albums

### Albums
Metal Blade Records brengt sinds de oprichting in 1981 geregeld verzamelalbums uit onder de naam Metal Massacre. Het nieuwste album dateert van 2021.

### Huidige artiesten
- 3
- A Love Ends Suicide
- The Absence
- Aeon
- Amon Amarth
- Ancient
- Angel Blake
- Animosity
- Anterior
- Apiary
- Autumn
- John Arch
- Architect
- Armored Saint
- As I Lay Dying
- Behold... The Arctopus
- Beyond The Embrace
- The Black Dahlia Murder
- Bolt Thrower
- Born from Pain
- Brainstorm
- Callenish Circle
- Cannibal Corpse
- Cataract
- Cattle Decapitation
- Cellador
- The Classic Struggle
- The Crown
- Demiricous
- Destroy Destroy Destroy
- Disillusion
- Ed Gein
- Epicurean
- Evergreen Terrace
- Falconer
- FATE
- Fates Warning
- Fleshcrawl
- Forever In Terror
- Fragments of Unbecoming
- From a Second Story Window
- Fueled By Fire
- Gaza
- Goatwhore
- God Dethroned
- Gorerotted
- Hate Eternal
- I Killed the Prom Queen
- If Hope Dies
- Impious
- In Battle
- Incapacity
- Into The Moat
- Job for a Cowboy
- King Diamond
- Lizzy Borden
- Machinemade God
- Middian
- Neaera
- The Ocean
- Paria
- Paths of Possession
- Phoenix Mourning
- Primordial
- Psyopus
- The Red Chord
- Shai Hulud
- Shining Fury
- Since The Flood
- Six Feet Under
- Sonic Reign
- Starwood
- Surma
- Symphorce
- This Ending
- Torchbearer
- Torture Killer
- Transatlantic
- Unearth
- Vader
- Vomitory
- Wovenwar
- Yob

### Voormalige artiesten
- Anacrusis
- Broken Hope
- Sanctus
- Cirith Ungol
- Chemlab
- Chinchilla
- Cradle of Filth
- Slayer
- Epidemic
- Galactic Cowboys
- Goo Goo Dolls
- GWAR
- Jacobs Dream
- Lamb of God
- Lord Belial
- Metallica
- Mortification
- Neal Morse
- Skrew
- Spock's Beard
- Immolation
- King's X
- Symphony X
- Diabulus in Musica
- Tourniquet
- Mercyful Fate
- Little Caesar
- Vehemence
- Slaughter House
- Winter Solstice